# آدریانو اسپادوتو
آدریانو اسپادوتو (به پرتغالی: Adriano Luís Spadoto) مدافع اهل برزیل است که در شهر پیراسیکابا، ایالت سائوپائولو و در تاریخ ۱۹ فوریهٔ ۱۹۷۷ به دنیا آمده‌است.
آدریانو اسپادوتو در تیم‌های فوتبال سانتاکروز سابقهٔ حضور دارد.